# Sandraudiga
Sandraudiga (inschriftlich Dea Sandraudiga) ist der Name einer  germanischen Göttin, der einzig durch die Inschrift auf einem Votivstein des 2. bis 3. Jahrhunderts aus dem niederländischen Zundert in der Region Nordbrabant bekannt ist.

## Auffindung und Inschrift
Der Stein wurde 1812 in der Bauerschaft Tiggelt unweit des Dorfs Rijsbergen in der Richtung nach Zundert beim Bau der Straße „Napoleonsweg“ entdeckt und befindet sich heute im Rijksmuseum van Oudheden in Leiden. Er ist aus Kalkstein gefertigt (139 × 81 × 41 cm), über dem profilierten, umlaufenden Sockel findet sich die Inschriftentafel, darüber ein dem Sockel entsprechendes Gesims mit einem Aufsatz mit Blattwerk oder geschuppt dekorierten Voluten zu beiden Seiten. Die Schmalseiten zeigen als Dekor jeweils unterschiedliche Füllhörner. Die vierzeilige Inschrift ist geringfügig gestört klar lesbar. Das abschließende A und E des Theonyms ist als Ligatur Æ ausgeführt.

„Deae / Sandraudigae / cultores / templi“

Formal zeugt die Inschrift davon, das „Cultores“, Kultpersonal oder -funktionäre, den Stein gestiftet haben die mit einem Tempel verbunden sind. Als germanische Dedikanten sind nach der Fundregion (romanisierte) Bataver anzunehmen. Die Reste eines möglichen Tempels wurde bei Nachgrabungen beim Fundplatz des Steins in den 1950er Jahren festgestellt. Es wurden wandbemalte Mauerreste, Ziegelfragmente, römische und einheimische Keramik und etliche Eisenprodukte wie Nägel und Haken gefunden, die auf die Zeit des 2. Jahrhunderts datierbar sind. Unweit des Tiggelter Fundplatzes wurde 1967 bis 1969 in der Rijswijker Gemarkung „de Bult“ eine römerzeitliche germanische Siedlung aus der Zeit Mitte des 2. Jahrhunderts bis Mitte des 3. Jahrhunderts aufgedeckt, die aus drei Hofanlagen bestand.

## Name und Deutung
Der zweigliedrige Name zeigt in seinen jeweiligen Teilen germanische Lexeme. Theodor von Grienberger sieht im ersten Glied die Ableitung Sandr(i)- aus germanisch *sanþ (mit grammatischen Wechsel d < þ) vorliegen und vergleicht mit den Belegen altnordisch sannr, altenglisch sóð = wahr, wirklich. Des Weiteren vergleicht er das Glied mit dem westgotischen Personennamen Sandri-mer („der wahrhaft Berühmte“) aus dem frühen 7. Jahrhundert. Das zweite Glied -audiga stellt er zu gotisch audags und dazu weitere verwandte Belege in den Altgermanischen Sprachen mit der Bedeutung von reich, selig, beglückt.
Richard M. Meyer lehnte Grienbergers Erklärungen als zu abstrakt konstruiert ab, hält die Anbindung an den Personennamen Sandrimer für problematisch, da das r analog im Theonym stammhaft werden muss. Die Kopulation von einem abstrakten Begriff des „Wahren“ mit dem realen des „Reichtums“ ist ungewöhnlich für die Benennung germanischer Gottheiten. Meyer sieht in der Göttin eine lokale Sondererscheinung die mit dem Ortsnamen Zundert in Verbindung steht und stellt den Namen aus den Gliedern altsächsisch, altenglisch *sand = Sand und gotisch rauds und altnordisch rauðs = „rötlich, rot“ als „Göttin die den Sand rötet“ dar.
Siegfried Gutenbrunner geht einen anderen Weg mit der Anbindung an germanisch *Sundra für sonder und erwägt einen Bezug zum Namen des Fundorts Zundert als *Sundrauda = göttliches Sondereigen, sodass der Name „die wahrhaft Reiche“ bedeuten könnte.
Norbert Wagner sieht im Erstglied des Namens eine -ra- Erweiterung. In der Hinzuziehung Grienbergers des Personennamens Sandrimer zum Theonym Sandraudiga sieht er entgegen bei beiden Belegen im -d- lediglich eine romanische Sonorisierung, eine vulgärlateinische Erscheinung wie im Beinamen des Mars Halamardus (đ < þ). Grienbergers Annahme eines grammatischen Wechsels sieht er somit nicht gegeben.
Für von Grienberger, der betonte, dass der Stein zu beiden Seiten mit Füllhörnern dekoriert ist, ist der Name ein Beleg für eine Göttin der Fülle und Fruchtbarkeit. Jan de Vries sieht im Namen ebenfalls eine „Göttin der Fülle“ belegt, jedoch sieht er Grienbergers sprachliche Schlüsse skeptisch und neigt zu Gutenbrunners Ansatz; Rudolf Simek zur Synthese.
Lauran Toorians leitet den Namen der Sandraudiga von einem keltischen (Substrat)Orts- beziehungsweise einem Stellennamen ab. Er sieht konkret in der germanischen Form sand-raud-iga = „rotsandig“ eine Germanisierung des älteren keltischen Ortsnamen *sfonda-roudo = „roter Pfahl“, wobei er die auffällige Apositionierung des Adjektivs nicht erklärt. Des Weiteren argumentiert er mit dem Hinweis darauf, dass der Boden in der Umgebung des Fundorts stark eisenhaltig ist und so eine rote Färbung verleiht, die sich ebenfalls in der Färbung der örtlichen Fließgewässer fortsetzt. Somit zeigt der topische Bezug des Namens die Göttin als Beschützerin des Ortes/Siedlung auf. Gleichfalls sieht er im Namen von Zundert denselben Vorgang der Anpassung eines keltischen Vorgängernamens durch germanischsprechende (Neu)Siedler.